# L'amant ideal
 L'amant ideal (títol original: Dream Lover) és un thriller estatunidenc estrenat el 1994, protagonitzat per James Spader. Ha estat doblat al català

## Argument
Ray Reardon (James Spader) és un jove ric i a més reeixit arquitecte amb una admirable situació econòmica, però està tramitant el seu divorci i en conseqüència el seu humor no és dels millors.
Reardon és convidat pel seu amic Norman a una galeria d'art per distreure's. Allà per casualitat coneix a una dona singular, carismàtica i bonica, Lena Mathers (Mädchen Amick), en vessar-li una mica de vi al seu vestit. L'atracció de Reardon i Lena és a primera vista i en la seva pròxima cita tenen sexe desbordant. Reardon queda obnubilat per Lena que el tracta dolçament i és una poderosa via d'escapament per a Reardon.
Aviat el festeig es materialitza i el dolor pel divorci que oprimia Ray és cosa del passat. Ray proposa matrimoni a Lena i ella accepta. Ray no pot de felicitat i la comparteix amb els seus amics; tanmateix, Norman li fa veure la precipitació de la relació i que realment no coneix gens de Lena llevat del sexe. Ray no escolta... per ara.
La convivència transcorre normalment per Ray Reardon, els negocis marxen vent en popa i arriba el primer fill; tanmateix aviat el comportament erràtic i inconsistent de Lena va gradualment canviant sumint Ray en torrents de confusió i sospites sense direcció i aquest va caient sense sospitar-ho en un estat paranoic.
Ray comença a fer investigacions sobre el passat de la bella Lena i descobreix que hi ha alguna cosa que no encaixa, ja que descobreix que el seu origen és completament diferent al que ella deia. Ray obté proves que Lena té un passat de pobresa i de dubtosa reputació en conversar amb un expromès, mecànic del poble.
Lena comença subtilment a rebutjar-lo. Ray, desesperat, una nit demana explicacions per tot el que ha descobert. Lena li fa una freda confessió: està tenint relacions amb un amic d'ell i que és probable que el no sigui el pare biològic del seu fill. Lena queda esperant la resposta de Ray.
Ray sobtadament, en un rampell de fúria colpeja a la galta a Lena i aquesta crida la policia que arriba gairebé a l'acte per a sorpresa de Ray. És arrestat i va a judici, però la seva defensa al·lega que Ray no està en condicions normals i demostra una malaltia mental paranoica en progrés i el jutge ordena que sigui internat en un hospital per a malalts mentals, Ray queda astorat per com s'estan desenvolupant les coses.
Mentre és allà, Ray, que està completament bé del cap, s'assabenta per una conversa que ha escoltat el seu amic Norman a Lena, que ella ha muntat tota la relació i manipulació de l'estat emocional de Ray i tot el que li passa, només per declarar-lo mentalment incompetent i així apropiar-se per dret marital dels seus béns, i el pitjor és que a Lena, Ray no li importa ni li ha importat mai i que tot va ser preparat i premeditat.
Des de l'hospital mental, Ray, sumit en el dolor, comença a tramar la seva revenja mentre Lena fa tots els tràmits per convertir-se en propietària de les seves riqueses.
Ray per mitjà de Norman convenç Lena que el visiti amb motiu del seu aniversari al sanatori. Lena acudeix sola perquè creu que en el seu pla mestre hi ha un error indicat subtilment per Norman i que Ray sap i ella decideix esbrinar quin podria ser aquest error.
Lena visita Ray dolçament l'agredeix psicològicament confessant la seva maquinació, ja que considera Ray un verdader malalt mental, cosa que escapa de la realitat. Llavors Ray aconsegueix allunyar-se cap als jardins amb Lena i li diu que el seu pla té un error crucial. Lena se sorprèn i li pregunta quin és l'error crucial.
Ray agafa el coll de Lena entre les seves mans i mentre l'estrangula fermament li diu quin és l'error: que l'assassinat de la seva esposa no li serà tingut en compte, ja que ell és un malalt mental declarat i legalment no li poden imputar i com a molt només li cauran uns sis mesos d'internació mentre recobra els seus béns, això és l'últim que la consciència de Lena aconsegueix captar abans de morir.

## Repartiment
- James Spader: Ray Reardon
- Mädchen Amick: Lena Mathers
- Fredric Lehne: Larry
- Bess Armstrong: Elaine
- Larry Miller: Norman
- Kathleen York: Martha
- Kate Williamson: Mrs. Sneeder
- Tom Lillard: Hank Sneeder
- William Shockley: Buddy